# Guilden Sutton
Guilden Sutton är en ort och en civil parish i Storbritannien.   Den ligger i kommunen Cheshire West and Chester i riksdelen England, i den södra delen av landet, 260 km nordväst om huvudstaden London. Guilden Sutton ligger 31 meter över havet och antalet invånare är 1 525.
Terrängen runt Guilden Sutton är platt. Runt Guilden Sutton är det tätbefolkat, med 266 invånare per kvadratkilometer. Närmaste större samhälle är Chester, 4,6 km väster om Guilden Sutton. Trakten runt Guilden Sutton består i huvudsak av gräsmarker.